# 메스티소
메스티소(Mestizo)는 대개 라틴 아메리카에 널리 분포하는 유럽인과 아메리카 토착민의 인종적 혼혈을 지칭하는 용어이다.

## 어원
메스티소는 '혼합', '혼혈'을 뜻하는 로망스어 / 라틴어 낱말 믹스티키우스(mixticius)에서 유래했다. 포르투갈어 카보클로(caboclo)나 프랑스어 메티스(métis)도 포르투갈과 프랑스의 유럽인과 아메리카 원주민의 혼혈을 뜻하는 말로 쓰였다.

## 아메리카 대륙

#### 에스파냐어권 라틴 아메리카
원래 이 낱말은 유럽인과 아메리카 원주민 사이에서 태어난 자녀 혹은 두 메스티소 부모 사이에서 태어난 자녀를 가리키는 말로 쓰였다. 즉 메스티소는 혼혈 비율이 50:50인 셈인데, 다른 혼혈 비율도 나타내기 위해 이 시대에 카스티소(castizo, 3/4는 유럽, 1/4은 아메리카 혈통)나 콰르테론 데 인디오(cuarterón de indio), 촐로(cholo, 1/4는 유럽, 3/4는 아메리카 혈통)같은 무수한 표현들도 쓰였다. 사실상 남미 대부분의 인구가 백인이 섞여 있지 않은 남미 원주민 혈통들이지만 이들은 원주민이라는 차별을 피하기 위해 근대화되면서 인구 통계에 메스티소로 등록되었다. 사실상 남미 대부분의 인구를 차지하는 남미 원주민들은 유전자 검사 없이 메스티소로 등록되었으며 이것은 차별을 피하기 위한 방법이였으며 그래서 남미에는 메스티소가 인구가 가장 많다. 하지만 실제적으로 모든 인구의 유전자 검사를 할 수 있는 방법이 없고 샘플은 적을 수록 오류가 생긴다. 결론은 실제로 대부분의 남미 원주민들은 메스티소로 등록되었으며 백인과 섞여 있는 메스티소의 인구는 희박할 것으로 예상된다.
메스티소는 라틴 아메리카 인구에서 가장 많은 인구이다. 그러나 유전학적 연구가 아니고서는 메스티소의 범위를 "생물학적"으로 정밀하고 합리적으로 파악하기는 어렵다. 또한 많은 남미 원주민들이 유전자 검사 없이 메스티소로 분류되어 등록되었다. 이 지역 주민들의 인종을 추척해왔으나 이런 통계 자료들은 당시 사회가 무엇으로 생물학적 인종을 파악했는지만 보여줄 뿐이었다. 왜냐하면 실제로 그들이 조사한 것은 인간의 "사회적" 인종이었기 때문이다. 에스파냐 식민 시대에 아메리카에서 한 사람의 법적 인종을 분류하는 것은 그 사람의 사회적 신분, 부, 문화, 언어 사용과 밀접하게 연관되어 있었다. 많은 남미 원주민들은 돈으로 자신들의 실제 혈통을 바꾸거나 감추었다. 그리고 수많은 토착민들은 에스파냐에 공납을 피하기 위해 대대로 살아온 터전을 떠나 메스티소로 보이려고 했다. 여러 토착민들과 아프리카 혈통을 일부 이어받은 사람들이 에스파냐어를 구사하고 메스티소처럼 사는 경우 이들도 메스티소로 분류되었다.
일반적으로 오늘날 메스티소 인구가 대다수인 나라들로는 콜롬비아, 에콰도르, 엘 살바도르, 온두라스, 멕시코, 니카라과, 파나마, 과테말라, 파라과이, 베네수엘라가 있으며, 볼리비아와 페루는 이들이 두 번째로 큰 집단이다.
CIA 자료 등을 보면 코스타 리카나 칠레같은 나라의 인구를 백인과 메스티소를 분리하지 않고 두 나라 각각 그저 "백인과 메스티소", "백인과 백인-아메리카인"으로 분류하여, 두 나라에서 모두 95% 이상을 차지한다고 설명하기도 한다. 아르헨티나와 우루과이의 경우, 공식적인 메스티소 인구는 3%에서 8% 사이에 지나지 않는다.

#### 유럽으로 이주한 유명한 메스티소 출신
에스파냐 정복자 에르난 코르테스와 나우아틀 마야의 토착 멕시코인 통역자 말린체 사이에서 태어난 아들 마르틴 코르테스(1527 ~ 1568)는 처음으로 에스파냐에 간 메스티소라 한다. 그러나 이것은 제 의지가 아니라, 그의 동생이 멕시코에 새 정부를 세우려던 반란을 이끌다 추방되었기 때문이었다. 그 외에 초기의 메스티소로는 그 외에도 에르난 코르테스가 아스텍 황제 목테수마 2세의 딸이자 쿠아우테목의 황후였던 테추키포를 첩으로 삼아 얻은 딸 레오노르 코르테스도 존재한다.
최초로 제발로 유럽땅에 발을 딛은 확증이 있는 메스티소는 아스텍 황제 목테수마 2세의 손자들로, 에스파냐 왕가가 인정한 왕통이었다. 이 가문 중에서 유명한 후손으로는 아코스타 가문과 에스파냐 미라바예 백작이 있는데, 2003년 그는 멕시코에 정부가 1934년에 폐지한 소위 "목테수마 연금"을 다시 지급하라고 요구했다. 그 금액은 목테수마의 현 후손들이 각자 편히 살 수 있을 만큼 충분해야 한다는 것이었다.
페루 출신의 메스티소로는 에스파냐 침략자 세바스티안 가르실라소 데 라 베가와 잉카 제국의 공주 이사벨 침포 옥요운의 아들인 잉카 가르실라소 데 라 베가가 있다. 그는 안달루시아의 몬티야에 살다가 1616년에 죽었다.
1970년대 초부터 1980년대까지 수천명의 칠레인 백인과 메스티소 혹은 카스티소가 아우구스토 피노체트의 독재 정권을 피해 유럽으로 망명했다. 오늘날 서유럽에는 메스티소 이주자가 늘고 있으며, 주로 에콰도르와 콜롬비아 출신이다.

## 같이 보기
- 히스패닉